# Caça amb llosa

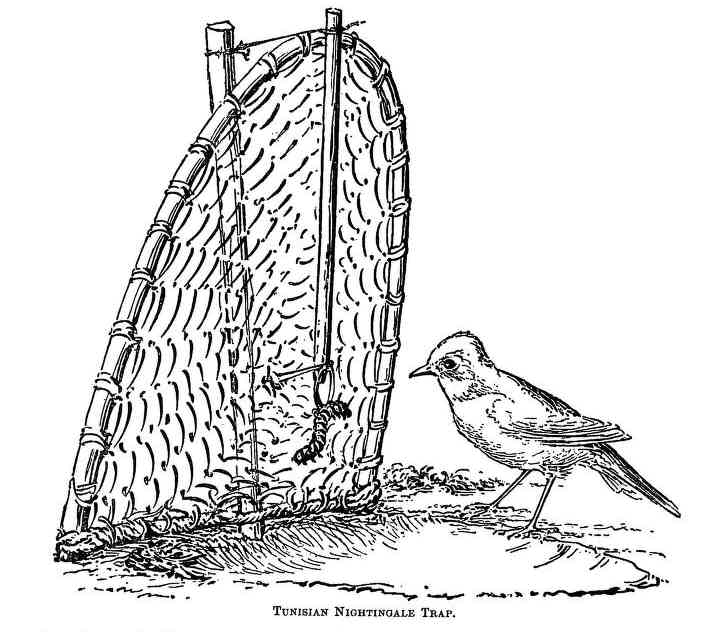
Parany tunisià per a caçar ocells vius. Una llosa-parany és molt semblant però més contundent.

La caça amb llosa, llosella (lloella) o lloseta és un sistema de prendre animals petits, ocells, mitjançant un parany. Part fonamental del dispositiu és una llosa. Preparar aqueix parany s'anomena “parar la llosa”.
- Descripció del parany: Una llosa de dimensions adequades es posa en posició alçada i formant un cert angle amb l'horitzontal. La llosa, en posició inestable, és manté dreta mitjançant unes quantes branquetes o bastonets disposats de forma particular. Com aquell qui diu “a punt de disparar-se” (o desparar-se). Un cop parada la llosa cal posar un esquer adequat per a atraure l'animal que hom vol caçar.
- Quan l'animal (ocell, conill…) prova de menjar l'esquer, si toca qualsevol branqueta la llosa li cau damunt i resta atrapat. Aquesta mena de caça és reglamentada a Europa, certs països la prohibeixen.

En la llosa de caçar, s'anomenen clavilles el bastó que amorra al capçalet o la tiba (pedra plana en la qual s'estalonen les clavilles, i que cau damunt la presa).